# Вили Райман
Вили Райман (на немски: Willi Reimann) е бивш германски футболист и настоящ треньор, роден на 24 декември 1949 г. в Райне.
Като футболист Райман играе в Първа Бундеслига за отборите на Хановер 96 и Хамбургер. Общо има 287 мача и 93 гола.
С Хамбургер Райман печели КНК през 1977 г. и става шампион на Германия през 1979 и носител на Купата на Германия през 1976. Освен това играе финал за КЕШ през 1980 г. и става три пъти вицешампион на Германия (през 1976, 1980 и 1981).
Като треньор Вили Райман работи в Санкт Паули (два пъти), Хамбургер, Волфсбург, Нюрнбирг, Айнтрахт Франкфурт. След като не успява да спаси Айнтрахт от изпадане, той отива в Обединените Арабски Емирства, където тренира Ал Шааб, а след това поема Айнтрахт Брауншвайг, където остава до март 2007. Оттогава Райман е без отбор.
Успехите му като треньор са четвъртото място в Първа Бундеслига с Хамбургер, както и второто място във Втора Бундеслига с Волфсбург, с което печели промоция за Първа Бундеслига. Във Втора Бундеслига има още две трети места – със Санкт Паули през 1987 и Айнтрахт Франкфурт през 2003 (печели промоция).
Името му е свързано със скандал на 20 март 2004, когато на мача на Айнтрахт срещу Борусия Дортмунд негов играч е изгонен и изгубилият нервите си Райман на два пъти блъска четвъртия съдия, който се опитва да му попречи да се приближи до страничния съдия. Райман е първият треньор в историята на Бундеслегата, който си позволява такова нещо. Наказан е за пет мача и трябва да плати глоба в размер на 25 000 евро. Това е най-тежкото наказание за треньор в историята на германския футбол. 